# Berg, Bas-Rhin
Berg este o comună situată în partea de NE a Franței, în departamentul Bas-Rhin. În 1 ianuarie 2022 avea o populație de 343 de locuitori.